# Nieuwe Republiek
Nieuwe Republiek ("Nya republiken") var en liten boerstat som existerade 1884-1888 i nuvarande Sydafrikanska republiken. 

## Historia

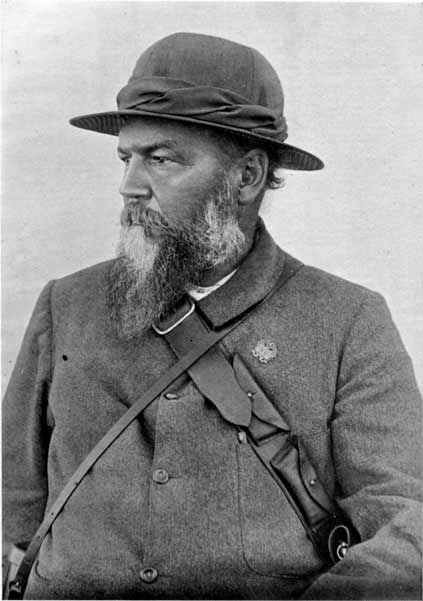
Lucas Meyer, boergeneral och president i Nieuwe Republiek

Efter att brittiska och boerska legosoldater hade hjälpt Dinuzulu att besegra sin rival Usibepu i kampen om zulutronen, beviljades de mark och jordbruksrättigheter längs stranden av floden Mfolozi. Den 5 augusti 1884, bildade legosoldaterna Nieuwe Republiek med Vryheid som huvudstad. President var boergeneralen John Lucas Meyer. Landet blev efter Andra boerkriget en del av provinsen Natal.